# Вайкліф Кіньямал
Вайкліф Кіньямал Кісасі (англ. Wyclife Kinyamal Kisasy, нар. 2 липня 1997) — кенійський легкоатлет, який спеціалізується в бігу на середні дистанції.

## Спортивні досягнення
Дворазовий чемпіон Ігор Співдружності у бігу на 800 метрів (2018, 2022).
Фіналіст (8-е місце) змагань з бігу на 800 метрів на чемпіонаті світу (2022).